# Rhodoferax
Rhodoferax es un género de bacterias en  la familia Comamonadaceae. Forma parte de las bacterias púrpuras no del azufre. 
Su etimología hace referencia a «rojo» y «fértil».  Son gramnegativas, y sus células tienen forma de bacilo, ligeramente curvadas. Por lo general suele ser móvil por flagelo polar (excepto las especies R. aquaticus y R. bucti), y suele presentar un metabolismo fotótrofo anoxigénico. Es una bacteria psicrófila, con un crecimiento entre 2-35 °C, aunque algunas especies pueden crecer en temperaturas cercanas a 0 °C. Se describió en el año 1991, al separarlo del grupo Rhodocyclus gelatinosus-like, siendo Rhodoferax fermentans la especie tipo. Se encuentra en ambientes acuáticos marinos, dulces, aguas residuales y sedimentos. Por otro lado, en algún caso se ha aislado de agua del grifo filtrada. Se estudia para biorremediación, ya que puede acumular y degradar el contaminante sulfolano, proveniente de la industria química, y posiblemente también otros compuestos. Además, se ha identificado un bacteriófago de Rhodoferax, el bacteriófago P26218.